# Hypercodia
Hypercodia is een geslacht van vlinders van de familie spinneruilen (Erebidae).

## Soorten
- H. disparalis Walker, 1863
- H. lamia Hampson
- H. rubritincta Wileman & South, 1916
- H. tegulata Wileman & West, 1929
- H. umbrimedia Hampson, 1918
- H. wheeleri Pinhey, 1968